# 蒙哥馬利城 (加利福尼亞州)
蒙哥馬利城（英語：Montgomery City）是位於美國加利福尼亞州莫諾縣的一個非建制地區。該地的面積和人口皆未知。

## 地理
蒙哥馬利城的座標為37°49′43″N 118°25′51″W / 37.82861°N 118.43083°W，而該地的平均海拔高度為1966米（即6460英尺）。